# Charaxes phaeus
Charaxes phaeus es una especie de lepidóptero perteneciente a la familia Nymphalidae, correspondiente al género Charaxes. Las larvas se alimentan de Acacia nigresvens, Amblygonocarpus andongensis, Erythrophleum africanum y Tamarindus indica.

## Localización
Es una especie de lepidóptero que se encuentra distribuido en el centro y en el sur de África.